# Cerdic wessexi király
Cerdic (467. – 534.) az angliai Wessexi Királyság alapító uralkodója volt.
A legfontosabb forrás személyéről az angolszász krónika; azonban ezt jóval a megtörtént események után írták, az ott leírtakból sok minden ellenőrizhetetlen, avagy csak legenda.
Cerdic a szászok egyik vezetője volt, amely népcsoportnak a késő ókorban az Északi-tenger partján volt a szállásterülete, és az 5. század folyamán a szomszédos angolokkal és jütökkel útra keltek a Brit-szigeteket meghódítani, melyet a rómaiak 400 után hátrahagytak. Eleinte, 450 körül a brit szigetek legközelebb eső része, azaz Kent volt a cél, amelyet a hagyomány szerint Hengest és Horsa hódítottak meg.
Cerdic származásáról semmit sem tudunk. Egy szász sereg vezetője volt (a krónika szerint ők voltak a gewissák), akik 495-ben a mai Hampshire-ben, valószínűleg a mai Bournemouth környékén szálltak partra, és hamarosan az ottani romanizált britek ellen stabil hídfőt tudtak képezni. Mivel ez a terület a szászok eddigi partraszállásaitól nyugatra feküdt, meghonosodott a Wessex név (West - nyugat). Hogy Cerdic csapatai mennyire bonyolódtak bele a mons badonicusi csatába – ha az egyáltalán történelmi tény –, nyitott marad. Kimutatható legalábbis, hogy Cerdic emberei a wiltshire-i Salisbury-síkság irányába nyomultak előre, és azt követően belső Hampshire felé terjeszkedtek, mielőtt Cerdic 519-ben, a krónika tanúsága szerint a britek fölötti győzelme után Charfordnál, megkapta a királyi koronát, ezért ez az év számít Wessex királyság alapítási évének. Feltehetőleg fontos szerepet játszott a hódításban Cerdic fia Cynric wessexi király is, de unokaöccse Stuf és Wihtgar is, akik a Wight-sziget meghódítása után ott Cerdic nevében uralkodtak. A krónika történelmi valósága vitatott. Cerdic halálakor mindenesetre királysága a brit sziget déli részén már jelentős hatalom volt, sőt még terjeszkedni is tudott tovább északra.
Érdekes, hogy Cerdic neve brit eredetű, ezt néhány történész azzal magyarázza, hogy anyja brit lehetett. Másrészt nem lehet kizárni, hogy Cerdic érkezésekor már eleve voltak a szigeten szász telepesek. A pontos körülmények, valamint a bizonytalan mons badonicusi csatával való összefüggés azonban már a múlt homályába vesznek.